# Elecciones generales de Tailandia de 2023
Las elecciones generales se realizaron en Tailandia el 14 de mayo de 2023, después de que la 25.ª Cámara de Representantes alcanzara su límite de mandato de cuatro años.
Sesenta y siete partidos disputaron las elecciones. La coalición conservadora gobernante estaba compuesta por los principales partidos Palang Pracharath, Bhum Jai Thai y Demócrata, y partidos más pequeños, incluido el nuevo Partido de la Nación Tailandesa Unida; esta coalición nominó al exlíder de la junta y actual primer ministro Prayut Chan-o-cha después de su ruptura con Palang Pracharath. La oposición 'prodemocrática' estuvo encabezada por los partidos Pheu Thai y Avanzar, siendo este último el sucesor efectivo del disuelto Futuro Hacia Adelante, que se había desempeñado inesperadamente bien en las elecciones de 2019.
La Comisión Electoral anunció los resultados preliminares el 15 de mayo, con Avanzar ganando la mayor cantidad de escaños (151), seguido de Pheu Thai (141). La participación fue un récord del 75,22 %. La Comisión Electoral tiene 60 días para certificar los resultados.
Las campañas políticas se centraron en la economía tailandesa, especialmente en su recuperación de la pandemia de COVID-19, pero algunos partidos, sobre todo Avanzar, también destacaron problemas progresistas y desafiaron las normas sociales arraigadas en la sociedad tailandesa.
Las elecciones se llevaron a cabo utilizando un sistema de votación paralelo como en las constituciones de 1997 y 2007, en contraste con el sistema mixto de distribución de miembros utilizado en 2019. Sin embargo, como en 2019, el primer ministro electo no necesitaba ser miembro de la Cámara y sería elegido por el Parlamento en pleno, incluidos los 250 miembros del Senado designados por militares.
Debido a la estructura de la Asamblea Nacional, los expertos advirtieron sobre un posible escenario de estancamiento en el que los actuales partidos de oposición obtengan más de la mitad de los votos de la Cámara, pero se verán obstruidos en el Senado. Además, la Comisión Electoral había recibido críticas por falta de confianza, falta de profesionalismo y parcialidad en la conducción del proceso de votación.

## Antecedentes

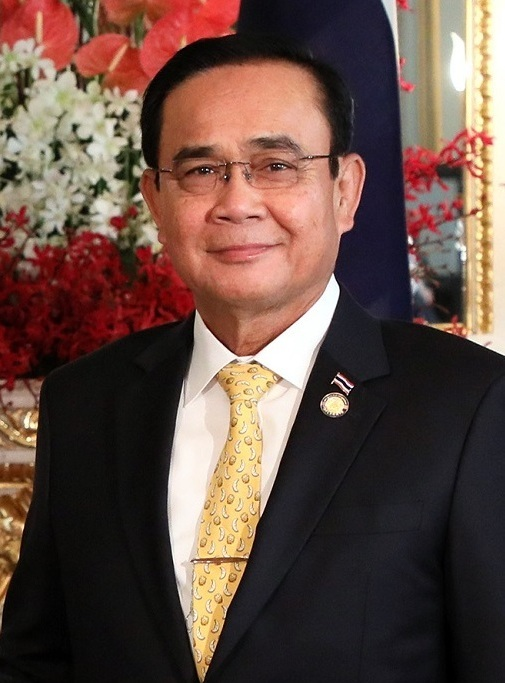
Prayut Chan-o-cha, Primer Ministro de Tailandia desde 2014

Luego de una crisis política en Tailandia, los militares dieron un golpe de Estado en 2014, derrocando al gobierno interino civil. La junta militar, conocida como el Consejo Nacional para la Paz y el Orden (NCPO), subió al poder bajo el liderazgo de Prayut Chan-o-cha como Primer Ministro. En 2016, la NCPO completó la redacción de una nueva constitución y celebró un referéndum para aprobarla. Prohibieron las críticas al proyecto de constitución y prohibieron el seguimiento del referéndum. Los activistas en contra del documento fueron arrestados, detenidos y procesados en tribunales militares, mientras que los votantes que expresaron su intención de votar en contra del borrador también fueron arrestados y procesados por el régimen militar.
En 2019, después de numerosos retrasos, la junta finalmente celebró elecciones generales el 24 de marzo. Las elecciones fueron vistas como una carrera sesgada en la que Prayut tenía una ventaja injusta, con el Senado designado en su totalidad por la junta y los distritos electorales rediseñados en el último minuto. Después de las elecciones, el partido pro-junta Palang Pracharath formó un gobierno de coalición, con Prayut seleccionado por el parlamento para otro mandato como primer ministro.
Prayut comenzó su segundo mandato como Primer Ministro el 9 de junio de 2019. De acuerdo con la constitución actual, un Primer Ministro solo puede servir por un máximo de 8 años. Sin embargo, se discute el final del mandato de Prayut como primer ministro de Tailandia, ya que hay muchas interpretaciones sobre el comienzo de su mandato. El 30 de septiembre de 2022, el Tribunal Constitucional finalmente dictaminó que el mandato de Prayut comenzó en 2017 junto con la nueva constitución, lo que significa que puede ocupar el cargo de primer ministro hasta 2025, si el parlamento lo selecciona nuevamente.
A finales de 2022 se produjo la escisión en el gobernante Partido Palang Pracharath entre Prayuth y su socio cercano Prawit Wongsuwan, después de que este último mostrara acomodo hacia el principal partido opositor Puea Thai. Se esperaba que Prayut se uniera al nuevo Partido de la Nación Tailandesa Unida junto con sus leales en el Partido Palang Pracharath. Cuarenta políticos, incluidos 34 parlamentarios titulares tanto de la coalición como de la oposición, también renunciaron a sus partidos para unirse al partido Bhum Jai Thai para aumentar sus posibilidades de ganar en esta elección. El 23 de diciembre de 2022, Prayut anunció su intención de solicitar la afiliación al Partido de la Nación Tailandesa Unida, además de convertirse en el único candidato a primer ministro del partido.
El rumor de un posible golpe circuló mucho antes de las elecciones. En septiembre de 2022, un ministro del gabinete, Chaiwut Thanakamanusorn, advirtió que las protestas podrían resultar en la cancelación de las elecciones.

## Sistema electoral

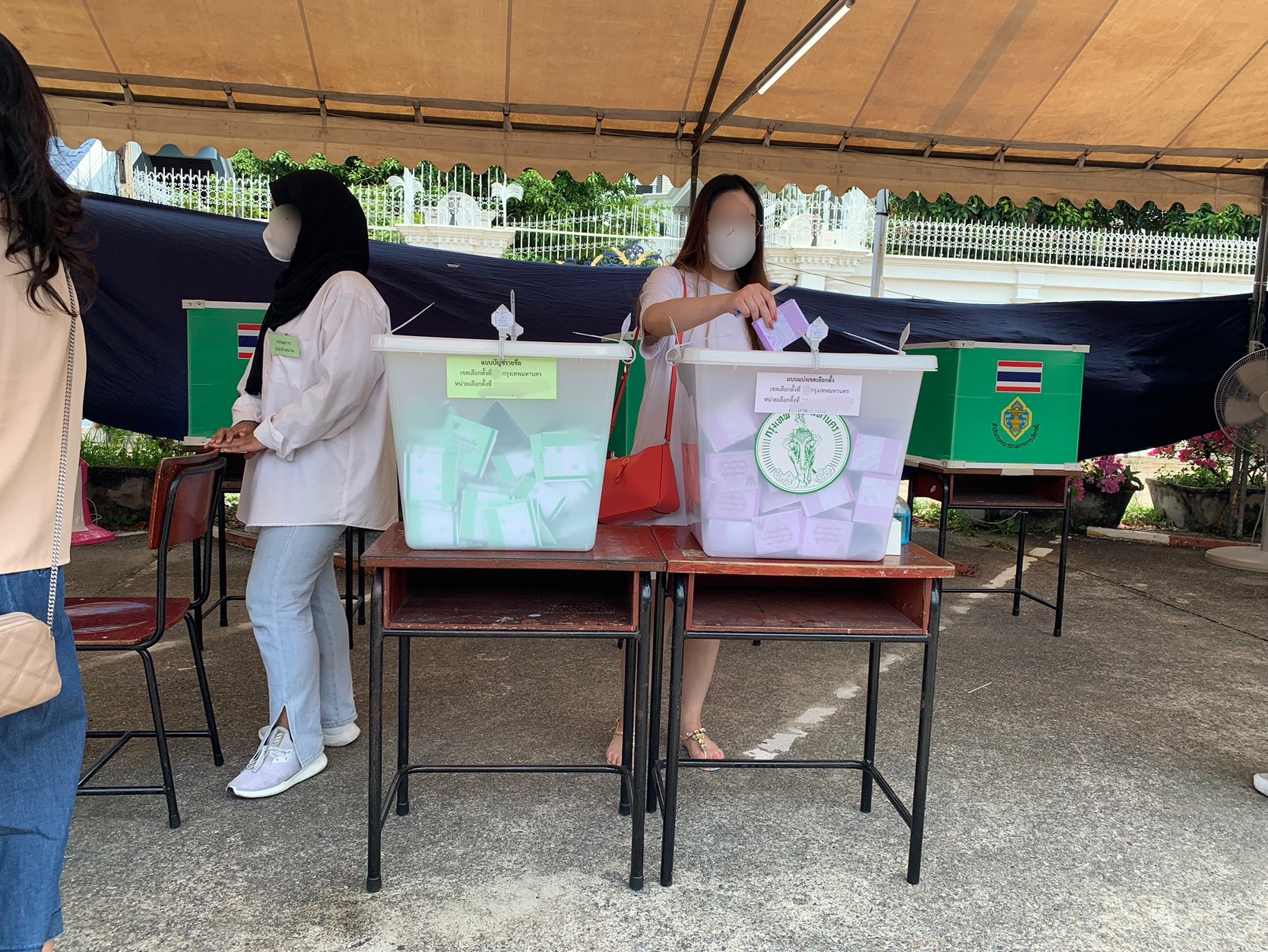
Un colegio electoral en Bangkok el 14 de mayo de 2023, tenga en cuenta las dos casillas separadas para cada una de las papeletas

A diferencia de las elecciones anteriores de 2019, que utilizaron una forma de representación proporcional de miembros mixtos con 350 escaños de circunscripción y los 150 restantes fueron escaños de nivelación, el sistema electoral se cambió en una enmienda de 2021 de la constitución que restauró el sistema de votación paralelo anterior a 2017 y eliminó el mecanismo de representación proporcional.
De los 500 miembros de la Cámara de Representantes que se elegirán, 400 escaños se eligen de distritos electorales de un solo miembro mediante votación de mayoría absoluta (un aumento de 50), y 100 escaños de listas de partidos, ocupados por separado y ya no sirviendo como escaños de nivelación, se votan en una boleta separada (a diferencia de las elecciones de 2019, donde cada votante solo emitió un voto para determinar tanto el distrito electoral como los escaños de nivelación). El cambio fue criticado por los partidos más pequeños, ya que el sistema beneficia a los partidos más grandes, especialmente al gobernante Partido Palang Pracharath y al principal partido de oposición Puea Thai, quienes apoyaron la enmienda, a expensas de los más pequeños, incluido el progresista Partido Avanzar, cuyo predecesor Futuro Hacia Adelante se desempeñó con éxito en 2019 gracias al sistema de representación proporcional.
Al igual que en las elecciones de 2019, la votación parlamentaria para el cargo de Primer Ministro tendrá lugar en una sesión conjunta con el Senado de 250 escaños designado por la junta, de acuerdo con los términos provisionales de la constitución que permanecerán en vigor hasta 2024. Dado que el mandato del senado designado por la NCPO dura hasta 2024, se espera que también ejerza influencia en esta elección.

### Candidatos a primer ministro
El proceso de selección del primer ministro sigue siendo el mismo que el de las elecciones anteriores de 2019 según la constitución tailandesa de 2017. Los primeros ministros solo pueden ser elegidos de una lista de candidatos previamente declarada. Cada partido puede presentar hasta tres nombres y debe tener al menos 25 miembros en la Cámara de Representantes para recibir la elegibilidad. Los candidatos no tienen que ser miembros del parlamento.
La votación del parlamento para el cargo de primer ministro tendrá lugar en una sesión conjunta con el senado de 250 escaños designado por la junta, de acuerdo con los términos provisionales de la constitución. En 2019, todos los senadores votaron unánimemente por el entonces líder de la junta, Prayut Chan-o-cha. Dado que el mandato del senado designado por la NCPO dura hasta 2024, se espera que también ejerza influencia en esta elección.
Debido a esta regla, el campo anti-junta tuvo que obtener más de 376 votos para seleccionar a sus candidatos, mientras que una mayoría simple en la Cámara aún podría resultar en que un candidato de la coalición de la junta ganara la selección. Si ningún candidato obtuvo más de 376 votos en el Parlamento, podría llevar a un punto muerto y allanar el camino para que una persona que no está en la lista de candidatos de los partidos se convierta en Primer Ministro, como está escrito en la Constitución. Tal escenario llevó a algunos a pedir una votación estratégica para los partidos anti-junta más grandes con mayor probabilidad de ganar en cada circunscripción.

### Redistribución de distritos
Debido al aumento del número de miembros de la Cámara de Representantes elegidos de distritos uninominales de 350 a 400, se requirió una redistribución de escaños y un nuevo trazado de los límites electorales. El 1 de febrero de 2022, la Comisión Electoral anunció sus cálculos de que, de la población total registrada de 66.171.439 al 31 de diciembre de 2021, debe haber 1 miembro por cada 165.429 personas. Esta distribución está sujeta a la aprobación de los proyectos de ley orgánica que se encuentran en estudio en la Asamblea Nacional.
El número provisional de miembros de la Cámara de Representantes a ser elegidos en circunscripciones uninominales en cada provincia es el siguiente:
| Provincia | Representantes |
| --- | -------------- |
| Bangkok | 33             |
| Nakhon Ratchasima | 16             |
| Khon Kaen, Ubon Ratchathani | 11             |
| Chiang Mai, Chon Buri, Buriram, Nakhon Si Thammarat, Udon Thani | 10             |
| Sisaket, Songkhla | 9              |
| Nonthaburi, Roi Et, Samut Prakan, Surin | 8              |
| Chaiyaphum, Chiang Rai, Pathum Thani, Sakon Nakhon, Surat Thani | 7              |
| Kalasin, Nakhon Pathom, Nakhon Sawan, Phetchabun, Maha Sarakham | 6              |
| Kanchanaburi, Lop Buri, Narathiwat, Pattani, Phra Nakhon Si Ayutthaya, Phitsanulok, Rayong, Ratchaburi, Suphan Buri | 5              |
| Kamphaeng Phet, Chachoengsao, Trang, Nakhon Phanom, Lampang, Loei, Sara Buri, Sukhothai | 4              |
| Krabi, Chanthaburi, Chumphon, Nan, Bueng Kan, Prachuap Khiri Khan, Prachin Buri, Phayao, Phatthalung, Phichit, Phetchaburi, Phrae, Phuket, Yasothon, Yala, Sa Kaeo, Tak, Nong Khai, Nong Bua Lamphu, Samut Sakhon, Uttaradit | 3              |
| Chai Nat, Nakhon Nayok, Phang Nga, Mukdahan, Mae Hong Son, Lamphun, Satun, Ang Thong, Amnat Charoen, Uthai Thani | 2              |
| Trat, Ranong, Samut Songkhram, Sing Buri | 1              |
| Total | 400            |

La Comisión Electoral acababa de terminar de trazar los límites electorales en febrero de 2023, solo tres meses antes de las elecciones, mientras que muchos candidatos ya habían comenzado la campaña. El dibujo original fue impugnado en el Tribunal Constitucional ya que la Comisión incluyó a no ciudadanos en el cálculo. El Tribunal anuló el dibujo, lo que llevó a la Comisión a revisar y presentar otro dibujo de límites. El segundo dibujo también fue impugnado en los tribunales administrativos en medio de la acusación de manipulación por parte de la Comisión, pero el tribunal finalmente dictaminó que el dibujo era legal en abril de 2023.

## Previo a las elecciones
Desde fines de 2022, el expolítico Chuwit Kamolvisit comenzó a atacar a Prayut, cuyo pariente supuestamente estaba vinculado a “empresarios turbios” chinos relacionados con drogas, juegos de azar y lavado de dinero. Más tarde recurrió al Partido Bhumjaithai, acusándolo de corrupción y promoviendo el uso irrestricto de la marihuana.
En enero de 2023, dos jóvenes activistas políticos iniciaron una huelga de hambre para pedir la liberación de los presos políticos detenidos antes del juicio. Muchos de ellos fueron acusados de lesa majestad, lo que dio lugar a otro debate sobre la modificación o cancelación de la ley. Se preguntó a los partidos políticos por su postura sobre el tema.
A partir de enero de 2023, muchas organizaciones de la sociedad civil pidieron voluntarios para vigilar el proceso electoral, citando la falta de confiabilidad de la Comisión Electoral y su decisión de no informar el resultado de la elección en tiempo real. En marzo de 2023, el movimiento había crecido a 50 organizaciones, incluidos los medios de comunicación, que declararon que informarían sobre el resultado electoral no oficial cuando la Comisión no lo haría.
El 20 de marzo de 2023 se disolvió la Cámara de Representantes, tres días antes de que finalizara el mandato. Debido a un tecnicismo legal, la fecha de las elecciones se pospuso una semana más a partir del 7 de mayo de 2023. La medida también permitió a los políticos más tiempo para cambiar de partido, lo que muchos analistas interpretaron como el verdadero motivo. Algunos comentaristas también notaron que el día de las elecciones se fijó durante el período de exámenes universitarios y después de un largo feriado, lo que podría dificultar la votación para muchos tailandeses que tienen que volver a votar en sus electores.
En marzo de 2023, un grupo de piratas informáticos publicó datos personales de 55 millones de tailandeses para venderlos en línea. El grupo, llamado 9Near con un símbolo parecido al de Move Forward Party, también mencionó en su página: 'casi elección, elige sabiamente'.
El exprimer ministro Thaksin Shinawatra tuiteó que estaba listo para regresar a Tailandia antes de julio de 2023; él 'pidió permiso' y mencionó a 'nuestro superior'.
La economía tailandesa todavía se estaba recuperando de la pandemia de Covid-19, pero todavía estaba luchando con múltiples problemas, incluidos los altos costos de energía y electricidad, el número de empleadores aún menor que antes de la pandemia, el aumento de las deudas de los hogares y la caída del crecimiento de los ingresos. Los temas de pan y mantequilla, incluido el salario mínimo, los subsidios agrícolas y el bienestar, se consideraron los principales temas de votación. La mayoría de los partidos políticos hicieron campaña sobre subsidios y exenciones de impuestos.

## Partidos participantes
Un total de 67 partidos políticos solicitaron participar en las elecciones por sistema de listas de partidos, de los cuales 49 números de partido se seleccionan por sorteo y luego en orden del período de solicitud.
| Nª | Nombre | Nombre                                             | Candidato principal         | Candidatos |
| -- | ------ | -------------------------------------------------- | --------------------------- | ---------- |
| 1  |        | Nuevo Partido                                      | Nattayapha Tihapanyo        | 10         |
| 2  |        | Partido Nueva Democracia                           | Surathin Phichan            | 15         |
| 3  |        | Partido Justo                                      | Sumitra Kaewnet             | 9          |
| 4  |        | Partido de los Condados Tailandeses                | Bancha Dechchareonsirikul   | 14         |
| 5  |        | Partido Nuevo Poder Social                         | Chaowarit Khajohnpongkirati | 27         |
| 6  |        | Partido de los Maestros Tailandeses para el Pueblo | Preeda Boonpleng            | 58         |
| 7  |        | Partido del Orgullo Tailandés                      | Anutin Charnvirakul         | 98         |
| 8  |        | Partido Laborista de Construcción de la Nación     | Manat Kosol                 | 11         |
| 9  |        | Partido del Poder                                  | Nattawut Wongniam           | 13         |
| 10 |        | Partido del Futuro de Tailandia                    | Prawat Tiankhunthot         | 1          |
| 11 |        | Partido Nacional                                   | Wan Muhamad Noor Matha      | 68         |
| 12 |        | Partido Ruam de Tailandia                          | Nattipong Wantawee          | 12         |
| 13 |        | Partido Tailandés Ganar                            | Chakrapong Chunduang        | 39         |
| 14 |        | Partido de Desarrollo Nacional                     | Korn Chatikavanij           | 39         |
| 15 |        | Partido Verde                                      | Pongsa Chunam               | 14         |
| 16 |        | Partido del Poder Siamés                           | Songtham Rojanakruawan      | 6          |
| 17 |        | Partido de la Igualdad                             | Ladawan Wongsriwong         | 41         |
| 18 |        | Partido de Desarrollo de la Nación Tailandesa      | Varawut Silpa-archa         | 87         |
| 19 |        | Partido de la Red Tailandesa                       | Kritsanong Suwannawong      | 3          |
| 20 |        | Partido del Cambio                                 | Pantawat Nakvisut           | 13         |
| 21 |        | Partido Leal Tailandés                             | Warong Dechkitvikrom        | 28         |
| 22 |        | Partido de la Nación Tailandesa Unida              | Prayut Chan-o-cha           | 100        |
| 23 |        | Partido Tailandés para la Construcción del Futuro  | Boonrawee Yomchinda         | 14         |
| 24 |        | Partido por la Nación                              | Pawitrat Tiyapairat         | 38         |
| 25 |        | Partido Liberal Tailandés                          | Sereepisuth Temeeyaves      | 57         |
| 26 |        | Partido Demócrata de Tailandia                     | Jurin Laksanawisit          | 98         |
| 27 |        | Partido Nuevo Poder del Dharma                     | Rawee Maschamadol           | 11         |
| 28 |        | Partido del Símbolo Tailandés                      | Wittaya Inala               | 27         |
| 29 |        | Partido por Tailandia                              | Paethongtarn Shinawatra     | 100        |
| 30 |        | Nuevo Partido Alternativo                          | Sorasinthu Trichakrapop     | 11         |
| 31 |        | Partido Avanzar                                    | Pita Limjaroenrat           | 92         |
| 32 |        | Partido de la Construcción                         | Sudarat Keyuraphan          | 95         |
| 33 |        | Partido Una Tailandia                              | Chamlong Phomnongdok        | 23         |
| 34 |        | Partido Tierra del Dharma                          | Korn Meedee                 | 6          |
| 35 |        | Partido de la Coalición de Acción                  | Danuch Tantherdthit         | 23         |
| 36 |        | Partido Nacional Tailandés                         | Kathathep Techadetruangkul  | 32         |
| 37 |        | Partido del Poder del Estado Popular               | Prawit Wongsuwon            | 85         |
| 38 |        | Partido para las Fuerzas Unidas                    | Wasawat Puangpornsri        | 19         |
| 39 |        | Partido Nueva Dimensión                            | Preecha Khaikaew            | 30         |
| 40 |        | Partido Popular Progresista                        | Makiat Sornlump             | 17         |
| 41 |        | Partido de la Moralidad Tailandesa                 | Anothai Duangdana           | 14         |
| 42 |        | Partido Civilizado Tailandés                       | Mongkolkit Suksintharanon   | 21         |
| 43 |        | Partido del Poder Cooperativo                      | Adisak Fakfang              | 6          |
| 44 |        | Partido Ratwithi                                   | Suchart Bandasak            | 10         |
| 45 |        | Partido del Nuevo Camino                           | Thawadet Phajitpirom        | 13         |
| 46 |        | Partido del Cuervo Blanco de Wilai                 | Lalita Siriphatranan        | 13         |
| 47 |        | Partido de Unificación Nacional                    | Pipatpong Decha             | 30         |
| 48 |        | Partido del Futuro Tailandés                       | Anuwat Wikaiphat            | 15         |
| 49 |        | Partido para la Conservación de los Bosques        | Natchaphol Supattana        | 5          |
| 50 |        | Partido del Poder Popular Tailandés                | Ek Jaddam                   | 14         |
| 51 |        | Partido de los Comuneros                           | Kornkanok Khamta            | 6          |
| 52 |        | Partido Nacional Prospero                          | Pimmaithong Sakdipatpokin   | 11         |
| 53 |        | Partido del Poder Social                           | Witoon Chalayanawin         | 14         |
| 54 |        | Partido de la Hermandad                            | Bunya Leelad                | 6          |
| 55 |        | Partido del Progreso Tailandés                     | Watcharapol Busamongkol     | 13         |
| 56 |        | Partido de la Población                            | Boonyong Chansaeng          | 14         |
| 57 |        | Partido Poder Tailandés                            | Ekkawarapong Amnuaysap      | 12         |
| 58 |        | Partido Socialdemócrata                            | Sawit Kaewwan               | 5          |
| 59 |        | Partido Salvar a la Nación                         | Nongnuch Buayai             | 10         |
| 60 |        | Partido Nueva Aspiración                           | Chingchai Mongkoltham       | 24         |
| 61 |        | Partido de los Canales                             | Sayan Intharapak            | 56         |
| 62 |        | Partido del Poder Patriotico                       | Pongphat Imwarin            | 4          |
| 63 |        | Partido de los Ciudadanos                          | Kanisorn Sommasuan          | 24         |
| 64 |        | Partido del Hilo                                   | Chatpan Chotchuang          | 11         |
| 65 |        | Partido Cambio Futuro                              | Akkaranan Ariyasriphong     | 22         |
| 66 |        | Partido Fuerza Democrática                         | Poonphiphat Nilrungsi       | 4          |
| 67 |        | Partido Inteligente                                | Kiatphum Siriphan           | 27         |

## En el extranjero y votación anticipada
Más de 2 millones de tailandeses se registraron para votar por adelantado, mientras que otras 100.000 personas se registraron para votar desde el extranjero. El Ministerio de Relaciones Exteriores de Tailandia informó que alrededor del 80 % de los votantes elegibles en el extranjero lo habían hecho. Incluso con altas temperaturas, algunos distritos aún esperaban una participación del 90%.
La conducción de la votación anticipada por parte de la Comisión Electoral provocó fuertes críticas del público, especialmente de numerosos casos de información incorrecta en los sobres de las boletas. Chuvit Kamolvisit también señaló irregularidades en algunas provincias del noreste donde un número inusualmente alto de votantes votó por adelantado y hubo informes de recolección de tarjetas de identificación. Más de un millón de personas también firmaron una petición en línea para expulsar a la Comisión Electoral.

## Encuestas

### Partido preferido

Gráfico de encuestas de opinión realizadas. Las líneas de tendencia representan regresiones locales.

| Fecha                   | Encuestadora          | Muestra | PPP              | PPT    | MFP    | DP     | PPT    | TLP    | CTP   | CPK   | Kla   | TST           | UTN           | NS/NR  | Otros | Ventaja |  |        |   |       |       |
| ----------------------- | --------------------- | ------- | ---------------- | ------ | ------ | ------ | ------ | ------ | ----- | ----- | ----- | ------------- | ------------- | ------ | ----- | ------- |  | ------ | - | ----- | ----- |
| Fecha                   | Encuestadora          | Muestra | 9 – 12 Mayo 2023 | KPI    | 1,540  | 7.80%  | 29.13% | 29.25% | 4.27% | 7.78% | –     | –             | –             | –      | Otros | Ventaja |  | 14.13% | – | 7.64% | 0.12% |
| 24 Abril – 3 Mayo 2023  | Nation                | 114,457 | 3.18%            | 39.83% | 29.18% | 3.97%  | 4.84%  | 0.82%  | 0.68% | 0.34% | 0.34% | 0.99%         | 7.45%         | 7.09%  | 1.63% | 10.65%  |  |        |   |       |       |
| 24 – 28 Abril 2023      | NIDA                  | 2,500   | 1.28%            | 37.92% | 35.36% | 3.32%  | 2.36%  | 1.60%  | –     | 1.00% | 1.00% | 1.68%         | 12.84%        | 1.24%  | 1.40% | 2.56%   |  |        |   |       |       |
| 22 – 28 Abril 2023      | Daily News X Matichon | 78,583  | 2.46%            | 33.65% | 50.29% | 1.05%  | 0.70%  | 1.01%  | 0.26% | 1.60% | 1.60% | 1.01%         | 6.05%         | 0.96%  | 0.96% | 16.64%  |  |        |   |       |       |
| 10 – 20 Abril 2023      | Suan Dusit            | 162,454 | 7.49%            | 41.37% | 19.32% | 7.30%  | 9.55%  | 1.74%  | 1.25% | –     | –     | 2.41%         | 8.48%         | –      | 1.09% | 22.05%  |  |        |   |       |       |
| 6 – 20 Abril 2023       | Thairath News         | 14,140  | 1.34%            | 40.38% | 36.49% | 2.35%  | 1.52%  | 0.58%  | 0.45% | –     | –     | 0.81%         | 12.51%        | 3.58%  | –     | 3.89%   |  |        |   |       |       |
| 8 – 14 Abril 2023       | Daily News X Matichon | 84,076  | 1.55%            | 38.89% | 32.37% | 1.83%  | 3.30%  | 1.63%  | –     | 1.14% | 1.14% | 1.73%         | 12.84%        | 2.21%  | 2.51% | 6.52%   |  |        |   |       |       |
| 7 – 12 Abril 2023       | Nation                | 39,687  | 1.58%            | 35.75% | 16.02% | 3.50%  | 3.80%  | 0.69%  | 0.18% | 0.84% | 0.84% | 0.71%         | 4.50%         | 32.27% | 0.16% | 3.48%   |  |        |   |       |       |
| 3 – 7 Abril 2023        | NIDA                  | 2,000   | 1.80%            | 47.00% | 21.85% | 4.50%  | 3.00%  | 2.65%  | –     | 1.55% | 1.55% | 2.10%         | 11.40%        | 2.35%  | 3.60% | 25.15%  |  |        |   |       |       |
| 1 – 17 Marzo 2023       | Suan Dusit            | 10,614  | 7.11%            | 46.16% | 15.43% | 7.71%  | 11.12% | 0.41%  | –     | 0.53% | 0.53% | 1.43%         | 8.73%         | –      | 1.37% | 30.73%  |  |        |   |       |       |
| 2 – 8 Marzo 2023        | NIDA                  | 2,000   | 2.30%            | 49.85% | 17.15% | 4.95%  | 2.55%  | 2.85%  | –     | –     | –     | 2.60%         | 12.15%        | 2.35%  | 3.25% | 32.70%  |  |        |   |       |       |
| 17 – 22 Diciembre 2022  | NIDA                  | 2,000   | 4.00%            | 42.95% | 16.60% | 5.35%  | 5.25%  | 3.40%  | –     | 1.35% | 1.35% | 3.25%         | 6.95%         | 8.30%  | 2.60% | 26.35%  |  |        |   |       |       |
| 15 – 21 Septiembre 2022 | NIDA                  | 2,500   | 5.56%            | 34.44% | 13.56% | 7.56%  | 2.32%  | 2.56%  | –     | 1.00% | 1.00% | 3.04%         | Did not exist | 24.00% | 5.96% | 20.88%  |  |        |   |       |       |
| 20 – 23 Junio 2022      | NIDA                  | 2,500   | 7.00%            | 36.36% | 17.88% | 6.32%  | 2.56%  | 3.04%  | –     | –     | 2.68% | 2.96%         | Did not exist | 18.68% | 2.52% | 18.48%  |  |        |   |       |       |
| 10 – 15 Marzo 2022      | NIDA                  | 2,020   | 7.03%            | 25.89% | 16.24% | 7.97%  | 1.88%  | 2.28%  | –     | –     | 1.83% | 2.18%         | Did not exist | 28.86% | 5.84% | 2.97%   |  |        |   |       |       |
| 15 – 21 Diciembre 2021  | NIDA                  | 2,504   | 8.99%            | 23.52% | 13.18% | 7.15%  | 1.32%  | 2.43%  | –     | –     | 1.08% | 1.60%         | Did not exist | 37.14% | 3.59% | 13.62%  |  |        |   |       |       |
| 20 – 23 Septiembre 2021 | NIDA                  | 2,018   | 9.51%            | 22.50% | 15.11% | 7.78%  | 1.14%  | 2.68%  | –     | –     | 1.39% | 1.93%         | Did not exist | 30.82% | 7.14% | 8.32%   |  |        |   |       |       |
| 11 – 16 Junio 2021      | NIDA                  | 2,515   | 10.70%           | 19.48% | 14.51% | 9.54%  | 2.43%  | 2.90%  | –     | –     | 1.71% | 2.47%         | Did not exist | 32.68% | 3.58% | 13.20%  |  |        |   |       |       |
| 23 – 26 Marzo 2021      | NIDA                  | 2,522   | 16.65%           | 22.13% | 13.48% | 7.10%  | 3.25%  | 3.81%  | 1.03% | –     | –     | Did not exist | Did not exist | 29.82% | 2.73% | 7.69%   |  |        |   |       |       |
| 20 – 23 Diciembre 2020  | NIDA                  | 2,533   | 17.80%           | 23.61% | 14.92% | 7.46%  | 1.82%  | 3.00%  | 0.55% | 0.24% | 0.95% | Did not exist | Did not exist | 26.49% | 3.16% | 2.88%   |  |        |   |       |       |
| 18 – 23 Septiembre 2020 | NIDA                  | 2,527   | 12.39%           | 19.39% | 12.70% | 7.44%  | 1.58%  | 1.70%  | 0.36% | 0.28% | 0.79% | Did not exist | Did not exist | 41.59% | 2.14% | 22.20%  |  |        |   |       |       |
| 22 – 24 Junio 2020      | NIDA                  | 2,517   | 15.73%           | 20.70% | 13.47% | 7.75%  | 1.43%  | 2.50%  | 0.36% | 0.11% | 1.11% | Did not exist | Did not exist | 32.38% | 4.46% | 11.68%  |  |        |   |       |       |
| 18 – 20 Diciembre 2019  | NIDA                  | 2,511   | 16.69%           | 19.95% | 30.27% | 10.83% | 2.43%  | 2.03%  | 0.92% |       | –     | Did not exist | Did not exist | 13.46% | 3.42% | 10.32%  |  |        |   |       |       |
| 24 Marzo 2019           | Elecciones de 2019    | –       | 23.34%           | 21.92% | 17.34% | 10.92% | 10.33% | 2.29%  | 2.16% | 0.70% | –     | –             | –             | 1.68%  | 9.32% | 1.46%   |  |        |   |       |       |

### Primer Ministro preferido
| Fecha                   | Encuestadora                                                | Muestra | Prayut           | Sudarat | Paethongtarn | Srettha   | Pita       | Jurin   | Jurin | Sereepisuth | Korn | Anutin | NS/NR | Otros | Ventaja |   |      |   |      |      |
| ----------------------- | ----------------------------------------------------------- | ------- | ---------------- | ------- | ------------ | --------- | ---------- | ------- | ----- | ----------- | ---- | ------ | ----- | ----- | ------- | - | ---- | - | ---- | ---- |
| Fecha                   | Encuestadora                                                | Muestra | 9 – 12 Mayo 2023 | KPI     | 1,540        | 18.30     | –          | 25.20   | 6.0   | 31.0        | 3.50 | 3.50   | –     | Otros | Ventaja | – | 6.40 | – | 9.60 | 5.80 |
| 24 Abril – 3 Mayo 2023  | Nation                                                      | 114,457 | 8.85             | 1.23    | 27.55        | 13.28     | 29.37      | 2.49    | 2.49  | 1.11        | 0.38 | 4.05   | 5.35  | 6.34  | 1.82    |   |      |   |      |      |
| 24 – 28 Abril 2023      | NIDA                                                        | 2,500   | 14.84            | 2.48    | 29.20        | 6.76      | 35.44      | 1.80    | 1.80  | 1.68        | 1.32 | 1.36   | 3.00  | 2.12  | 6.24    |   |      |   |      |      |
| 22 – 28 Abril 2023      | Daily News X Matichon                                       | 78,583  | 6.52             | 1.04    | 19.59        | 15.54     | 49.17      | —       | —     | 0.84        | 1.74 | 0.64   | 1.18  | 3.74  | 29.58   |   |      |   |      |      |
| 8 – 14 Abril 2023       | Daily News X Matichon                                       | 84,076  | 13.72            | 1.90    | 23.23        | 16.69     | 29.42      | 1.08    | 1.08  | 2.25        | 2.94 | 1.40   | 2.97  | 3.15  | 6.19    |   |      |   |      |      |
| 7–12 Abril 2023         | Nation Archivado el 19 de abril de 2023 en Wayback Machine. | 39,687  | 8.13             | 1.67    | 33.81        | 7.45      | 16.87      | 2.59    | 2.59  | 1.42        | 1.09 | 2.70   | 22.58 | 1.69  | 11.23   |   |      |   |      |      |
| 3 – 7 Abril 2023        | NIDA                                                        | 2,000   | 13.60            | 4.15    | 35.70        | 6.05      | 20.25      | 2.20    | 2.20  | 3.45        | 1.95 | 2.55   | 6.10  | 4.00  | 15.45   |   |      |   |      |      |
| Fecha                   | Encuestadora                                                | Muestra | Prayut           | Sudarat | Paethongtarn | Chonlanan | Pita       | Jurin   | Jurin | Sereepisuth | Korn | Anutin | NS/NR | Otros | Ventaja |   |      |   |      |      |
| Fecha                   | Encuestadora                                                | Muestra |                  |         |              |           |            |         |       |             |      |        |       | Otros | Ventaja |   |      |   |      |      |
| 2 – 8 Marzo 2023        | NIDA                                                        | 2,000   | 15.65            | 5.10    | 38.20        | 1.60      | 15.75      | 2.35    | 2.35  | 4.45        | 1.40 | 1.55   | 9.45  | 4.50  | 22.45   |   |      |   |      |      |
| 17 – 22 Diciembre 2022  | NIDA                                                        | 2,000   | 14.05            | 6.45    | 34.00        | 2.60      | 13.25      | 2.30    | 2.30  | 6.00        | 2.65 | 5.00   | 8.25  | 5.45  | 19.95   |   |      |   |      |      |
| 15 – 21 Septiembre 2022 | NIDA                                                        | 2,500   | 10.12            | 9.12    | 21.60        | 2.20      | 10.56      | 1.68    | 1.68  | 6.28        | 2.12 | 2.40   | 24.16 | 9.76  | 2.56    |   |      |   |      |      |
| 20 – 23 Junio 2022      | NIDA                                                        | 2,500   | 11.68            | 6.80    | 25.28        | 2.92      | 13.24      | 1.56    | 1.56  | 6.60        | 3.76 | 1.52   | 18.68 | 7.96  | 12.04   |   |      |   |      |      |
| 10 – 15 Marzo 2022      | NIDA                                                        | 2,020   | 12.67            | 8.22    | 12.53        | 3.96      | 13.42      | 2.58    | 2.58  | 7.03        | 2.77 | 1.63   | 27.62 | 7.57  | 14.20   |   |      |   |      |      |
| 15 – 21 Diciembre 2021  | NIDA                                                        | 2,504   | 16.93            | 5.51    | 10.55        | 2.24      | 10.74      | 1.84    | 1.84  | 4.83        | 2.63 | —      | 36.54 | 8.19  | 19.61   |   |      |   |      |      |
| 25 – 28 Octubre 2021    | Suan Dusit                                                  | 1,186   | 21.27            | 19.35   | —            | —         | 28.67      | —       | —     | —           | —    | —      | —     | 30.71 | 7.40    |   |      |   |      |      |
| Fecha                   | Encuestadora                                                | Muestra | Prayut           | Sudarat | Sompong      | Sompong   | Pita       | Jurin   | Jurin | Sereepisuth | Korn | Anutin | NS/NR | Otros | Ventaja |   |      |   |      |      |
| Fecha                   | Encuestadora                                                | Muestra |                  |         |              |           |            |         |       |             |      |        |       | Otros | Ventaja |   |      |   |      |      |
| 20 – 23 Septiembre 2021 | NIDA                                                        | 2,018   | 17.54            | 11.15   | 2.33         | 2.33      | 11.05      | 1.54    | 1.54  | 9.07        | 2.58 | 1.24   | 32.61 | 10.89 | 15.07   |   |      |   |      |      |
| 11 – 16 Junio 2021      | NIDA                                                        | 2,515   | 19.32            | 13.64   | 0.87         | 0.87      | 5.45       | 1.47    | 1.47  | 8.71        | 3.62 | 2.35   | 37.65 | 6.92  | 18.33   |   |      |   |      |      |
| 23 – 26 Marzo 2021      | NIDA                                                        | 2,522   | 28.79            | 12.09   | 1.90         | 1.90      | 6.26       | 0.99    | 0.99  | 8.72        | 2.70 | 2.02   | 30.10 | 6.43  | 1.31    |   |      |   |      |      |
| 20 – 23 Diciembre 2020  | NIDA                                                        | 2,533   | 30.32            | 13.46   | 1.03         | 1.03      | 7.74       | 0.63    | 0.63  | 7.50        | 1.65 | 1.34   | 32.10 | 4.23  | 1.78    |   |      |   |      |      |
| Fecha                   | Encuestadora                                                | Muestra | Prayut           | Sudarat | Sompong      | Sompong   | Pita       | Abhisit | Jurin | Sereepisuth | Korn | Anutin | NS/NR | Otros | Ventaja |   |      |   |      |      |
| Fecha                   | Encuestadora                                                | Muestra |                  |         |              |           |            |         |       |             |      |        |       | Otros | Ventaja |   |      |   |      |      |
| 18 – 23 Septiembre 2020 | NIDA                                                        | 2,527   | 18.64            | 10.57   | 1.07         | 1.07      | 5.70       | —       | —     | 3.92        | 1.54 | 0.67   | 54.13 | 3.76  | 35.49   |   |      |   |      |      |
| 22 – 24 Junio 2020      | NIDA                                                        | 2,517   | 25.47            | 8.07    | 0.99         | 0.99      | 3.93       | 0.95    | 0.83  | 4.57        | 1.67 | 0.44   | 44.06 | 9.02  | 18.59   |   |      |   |      |      |
| Fecha                   | Encuestadora                                                | Muestra | Prayut           | Sudarat | Sompong      | Sompong   | Thanathorn | Abhisit | Jurin | Sereepisuth | Korn | Anutin | NS/NR | Otros | Ventaja |   |      |   |      |      |
| Fecha                   | Encuestadora                                                | Muestra |                  |         |              |           |            |         |       |             |      |        |       | Otros | Ventaja |   |      |   |      |      |
| 18 – 20 Diciembre 2019  | NIDA                                                        | 2,511   | 23.74            | 11.95   | 0.40         | 0.40      | 31.42      | 0.67    | 2.47  | 3.90        | 0.04 | 1.08   | 17.32 | 7.01  | 7.68    |   |      |   |      |      |

### Boca de urna
| Encuestadora       | PPT     | PPP   | MFP     | DP    | PPT   | Liberal | CTP  | CPK | UTN   | TST |
| ------------------ | ------- | ----- | ------- | ----- | ----- | ------- | ---- | --- | ----- | --- |
| Suan Dusit         | 246     | 22    | 106     | 28    | 45    | 2       | 9    | 2   | 25    | 4   |
| SPU                | 180-200 | 20-40 | 110-130 | 20-40 | 40-60 | 2-4     |      | 3-5 | 45-65 | 4-6 |
| NIDA               | 164-172 | 53-61 | 80-88   | 33-41 | 72-80 | 0-1     | 7-11 | 2-6 | 45-53 | 5-9 |
| Elecciones de 2019 | 136     | 116   | 81      | 53    | 51    | 10      | 10   | 3   | 0     | 0   |

## Resultados

Total de escaños de partidos pro/antijunta

| Partido                   | Partido                                            | Lista de Partidos | Lista de Partidos | Lista de Partidos | Distrito Electoral | Distrito Electoral | Distrito Electoral | Total   | +/-         |
| Partido                   | Partido                                            | Votos             | %                 | Escaños           | Votos              | %                  | Escaños            | Total   | +/-         |
| ------------------------- | -------------------------------------------------- | ----------------- | ----------------- | ----------------- | ------------------ | ------------------ | ------------------ | ------- | ----------- |
|                           | Partido Avanzar                                    | 14,438,851        | 38,49%            | 39/100            | 9,535,709          | 24,27%             | 112/400            | 151/500 | 70          |
|                           | Partido por Tailandia                              | 10,962,522        | 29,22%            | 29/100            | 9,222,908          | 23,48%             | 112/400            | 141/500 | 5           |
|                           | Partido de la Nación Tailandesa Unida              | 4,766,408         | 12,70%            | 13/100            | 5,015,210          | 12,77%             | 23/400             | 36/500  | Nuevo       |
|                           | Partido del Orgullo Tailandés                      | 1,138,202         | 3,03%             | 3/100             | 4,127,116          | 10,51%             | 68/400             | 71/500  | 20          |
|                           | Partido Demócrata de Tailandia                     | 925,349           | 2,47%             | 3/100             | 3,521,377          | 8,96%              | 22/400             | 25/500  | 28          |
|                           | Partido Nacional                                   | 602,645           | 1,61%             | 2/100             | 311,057            | 0,79%              | 7/400              | 9/500   | 2           |
|                           | Partido del Poder del Estado Popular               | 537,625           | 1,43%             | 1/100             | 2,231,142          | 5,68%              | 39/400             | 40/500  | 28          |
|                           | Partido Liberal Tailandés                          | 351,376           | 0,94%             | 1/100             | 273,669            | 0,70%              | 0/400              | 1/500   | 9           |
|                           | Partido de la Construcción                         | 340,178           | 0,91%             | 1/100             | 870,538            | 2,22%              | 5/400              | 6/500   | Nuevo       |
|                           | Partido Nueva Democracia                           | 273,428           | 0,73%             | 1/100             | 13,570             | 0,03%              | 0/400              | 1/500   | Sin cambios |
|                           | Nuevo Partido                                      | 249,731           | 0,67%             | 1/100             | 1,152              | 0,00%              | 0/400              | 1/500   | Nuevo       |
|                           | Partido de Desarrollo Nacional                     | 212,676           | 0,57%             | 1/100             | 297,294            | 0,76%              | 1/400              | 2/500   | 1           |
|                           | Partido de los Condados Tailandeses                | 201,411           | 0,54%             | 1/100             | 1,203              | 0,00%              | 0/400              | 1/500   | Nuevo       |
|                           | Partido de Desarrollo de la Nación Tailandesa      | 192,497           | 0,51%             | 1/100             | 584,802            | 1,49%              | 9/400              | 10/500  | Sin cambios |
|                           | Partido de la Feria                                | 184,817           | 0,49%             | 1/100             | 9,559              | 0,00%              | 0/400              | 1/500   | Nuevo       |
|                           | Partido Nuevo Poder Social                         | 177,379           | 0,47%             | 1/100             | 20,017             | 0,47%              | 0/400              | 1/500   | Nuevo       |
|                           | Partido de los Maestros Tailandeses para el Pueblo | 175,182           | 0,47%             | 1/100             | 4,278              | 0,01%              | 0/400              | 1/500   | Sin cambios |
|                           | Partido para las Fuerzas Unidas                    | 66,830            | 0,17%             | 0/100             | 94,345             | 0,26%              | 2/400              | 2/500   | Nuevo       |
|                           | Otros Partidos                                     | 2,190,442         | 4,59%             | 0/100             | 1.920,862          | 7,60%              | 0/400              | 0/500   | Sin cambios |
|                           |                                                    |                   |                   |                   |                    |                    |                    |         |             |
| Votos válidos             | Votos válidos                                      | 37.987.549        | 96,18%            |                   | 38.056.960         | 96,31%             |                    |         |             |
| Votos en blanco           | Votos en blanco                                    | 1,509.836         | 3,82%             | 1.457.899         | 3,69%              |                    |                    |         |             |
| Total                     | Total                                              | 39.497.385        | 100,00%           | 100               | 39.514.859         | 100,00%            | 400                | 500     | Sin cambios |
| Registrados/Participación | Registrados/Participación                          | 52.238.594        | 75,61%            |                   | 52.238.594         | 75,64%             |                    |         |             |

### Resultados por provincia
| Provincia                | Escaños | Escaños ganados | Escaños ganados | Escaños ganados | Escaños ganados | Escaños ganados | Escaños ganados | Escaños ganados | Escaños ganados | Escaños ganados | Escaños ganados | Escaños ganados | Escaños ganados |  |  |
| Provincia                | Escaños | MFP             | PPT             | PPT             | PPP             | UTN             | DP              | CP              | PCC             | TST             | CPK             | PTRP            | Otros           |  |  |
| ------------------------ | ------- | --------------- | --------------- | --------------- | --------------- | --------------- | --------------- | --------------- | --------------- | --------------- | --------------- | --------------- | --------------- |  |  |
| Provincia                | Escaños | Amnat Charoen   | 2               |                 |                 | 2               |                 |                 |                 |                 |                 |                 |                 |  |  |
| Ang Thong                | 2       |                 |                 | 2               |                 |                 |                 |                 |                 |                 |                 |                 |                 |  |  |
| Bangkok                  | 33      | 32              | 1               |                 |                 |                 |                 |                 |                 |                 |                 |                 |                 |  |  |
| Bueng Kan                | 3       |                 | 1               | 2               |                 |                 |                 |                 |                 |                 |                 |                 |                 |  |  |
| Buri Ram                 | 10      |                 |                 | 10              |                 |                 |                 |                 |                 |                 |                 |                 |                 |  |  |
| Chachoengsao             | 4       | 1               | 2               |                 | 1               |                 |                 |                 |                 |                 |                 |                 |                 |  |  |
| Chainat                  | 2       |                 |                 | 1               |                 | 1               |                 |                 |                 |                 |                 |                 |                 |  |  |
| Chaiyaphum               | 7       |                 | 3               | 2               | 2               |                 |                 |                 |                 |                 |                 |                 |                 |  |  |
| Chanthaburi              | 3       | 3               |                 |                 |                 |                 |                 |                 |                 |                 |                 |                 |                 |  |  |
| Chiang Mai               | 10      | 7               | 2               |                 | 1               |                 |                 |                 |                 |                 |                 |                 |                 |  |  |
| Chiang Rai               | 7       | 3               | 4               |                 |                 |                 |                 |                 |                 |                 |                 |                 |                 |  |  |
| Chon Buri                | 10      | 7               | 1               |                 | 1               | 1               |                 |                 |                 |                 |                 |                 |                 |  |  |
| Chumphon                 | 3       |                 |                 |                 |                 | 3               |                 |                 |                 |                 |                 |                 |                 |  |  |
| Kalasin                  | 6       |                 | 4               | 1               | 1               |                 |                 |                 |                 |                 |                 |                 |                 |  |  |
| Kamphaeng Phet           | 4       |                 |                 |                 | 4               |                 |                 |                 |                 |                 |                 |                 |                 |  |  |
| Kanchanaburi             | 5       |                 | 4               | 1               |                 |                 |                 |                 |                 |                 |                 |                 |                 |  |  |
| Khon Kaen                | 11      | 3               | 6               | 2               |                 |                 |                 |                 |                 |                 |                 |                 |                 |  |  |
| Krabi                    | 3       |                 |                 | 3               |                 |                 |                 |                 |                 |                 |                 |                 |                 |  |  |
| Lampang                  | 4       | 3               | 1               |                 |                 |                 |                 |                 |                 |                 |                 |                 |                 |  |  |
| Lamphun                  | 2       | 1               | 1               |                 |                 |                 |                 |                 |                 |                 |                 |                 |                 |  |  |
| Loei                     | 4       |                 | 3               | 1               |                 |                 |                 |                 |                 |                 |                 |                 |                 |  |  |
| Lop Buri                 | 5       | 1               | 2               | 2               |                 |                 |                 |                 |                 |                 |                 |                 |                 |  |  |
| Mae Hong Son             | 2       |                 |                 |                 | 1               |                 | 1               |                 |                 |                 |                 |                 |                 |  |  |
| Maha Sarakham            | 6       |                 | 5               | 1               |                 |                 |                 |                 |                 |                 |                 |                 |                 |  |  |
| Mukdahan                 | 2       | 1               |                 |                 | 1               |                 |                 |                 |                 |                 |                 |                 |                 |  |  |
| Nakhon Nayok             | 2       |                 | 2               |                 |                 |                 |                 |                 |                 |                 |                 |                 |                 |  |  |
| Nakhon Pathom            | 6       | 2               |                 |                 |                 | 1               |                 | 3               |                 |                 |                 |                 |                 |  |  |
| Nakhon Phanom            | 4       |                 | 2               | 2               |                 |                 |                 |                 |                 |                 |                 |                 |                 |  |  |
| Nakhon Ratchasima        | 16      | 3               | 12              | 1               |                 |                 |                 |                 |                 |                 |                 |                 |                 |  |  |
| Nakhon Sawan             | 6       | 1               | 1               | 2               |                 | 1               |                 |                 |                 |                 | 1               |                 |                 |  |  |
| Nakhon Si Thammarat      | 10      |                 |                 | 2               | 1               | 1               | 6               |                 |                 |                 |                 |                 |                 |  |  |
| Nan                      | 3       |                 | 3               |                 |                 |                 |                 |                 |                 |                 |                 |                 |                 |  |  |
| Narathiwat               | 5       |                 |                 | 1               | 2               | 1               |                 |                 | 1               |                 |                 |                 |                 |  |  |
| Nong Bua Lam Phu         | 3       |                 | 3               |                 |                 |                 |                 |                 |                 |                 |                 |                 |                 |  |  |
| Nong Khai                | 3       |                 | 2               |                 | 1               |                 |                 |                 |                 |                 |                 |                 |                 |  |  |
| Nonthaburi               | 8       | 8               |                 |                 |                 |                 |                 |                 |                 |                 |                 |                 |                 |  |  |
| Pathum Thani             | 7       | 6               | 1               |                 |                 |                 |                 |                 |                 |                 |                 |                 |                 |  |  |
| Pattani                  | 5       |                 |                 |                 | 1               |                 | 1               |                 | 3               |                 |                 |                 |                 |  |  |
| Phang Nga                | 2       |                 |                 | 1               | 1               |                 |                 |                 |                 |                 |                 |                 |                 |  |  |
| Phatthalung              | 3       |                 |                 |                 |                 | 1               | 2               |                 |                 |                 |                 |                 |                 |  |  |
| Phayao                   | 3       |                 |                 |                 | 3               |                 |                 |                 |                 |                 |                 |                 |                 |  |  |
| Phetchabun               | 6       |                 |                 |                 | 6               |                 |                 |                 |                 |                 |                 |                 |                 |  |  |
| Phetchaburi              | 3       |                 |                 | 1               |                 | 2               |                 |                 |                 |                 |                 |                 |                 |  |  |
| Phichit                  | 3       |                 |                 | 3               |                 |                 |                 |                 |                 |                 |                 |                 |                 |  |  |
| Phitsanulok              | 5       | 2               | 2               |                 |                 | 1               |                 |                 |                 |                 |                 |                 |                 |  |  |
| Phra Nakhon Si Ayutthaya | 5       | 2               |                 | 3               |                 |                 |                 |                 |                 |                 |                 |                 |                 |  |  |
| Phrae                    | 3       |                 | 3               |                 |                 |                 |                 |                 |                 |                 |                 |                 |                 |  |  |
| Phuket                   | 3       | 3               |                 |                 |                 |                 |                 |                 |                 |                 |                 |                 |                 |  |  |
| Prachin Buri             | 3       | 2               |                 | 1               |                 |                 |                 |                 |                 |                 |                 |                 |                 |  |  |
| Prachuap Khiri Khan      | 3       |                 |                 | 1               |                 |                 | 2               |                 |                 |                 |                 |                 |                 |  |  |
| Ranong                   | 1       |                 |                 | 1               |                 |                 |                 |                 |                 |                 |                 |                 |                 |  |  |
| Ratchaburi               | 5       |                 |                 |                 | 3               | 2               |                 |                 |                 |                 |                 |                 |                 |  |  |
| Rayong                   | 5       | 5               |                 |                 |                 |                 |                 |                 |                 |                 |                 |                 |                 |  |  |
| Roi Et                   | 8       |                 | 5               |                 | 1               |                 |                 | 1               |                 | 1               |                 |                 |                 |  |  |
| Sa Kaeo                  | 3       |                 | 1               |                 | 2               |                 |                 |                 |                 |                 |                 |                 |                 |  |  |
| Sakon Nakhon             | 7       |                 | 5               |                 | 1               |                 | 1               |                 |                 |                 |                 |                 |                 |  |  |
| Samut Prakan             | 8       | 8               |                 |                 |                 |                 |                 |                 |                 |                 |                 |                 |                 |  |  |
| Samut Sakhon             | 3       | 3               |                 |                 |                 |                 |                 |                 |                 |                 |                 |                 |                 |  |  |
| Samut Songkhram          | 1       | 1               |                 |                 |                 |                 |                 |                 |                 |                 |                 |                 |                 |  |  |
| Saraburi                 | 4       | 1               | 1               | 1               | 1               |                 |                 |                 |                 |                 |                 |                 |                 |  |  |
| Satun                    | 2       |                 |                 | 2               |                 |                 |                 |                 |                 |                 |                 |                 |                 |  |  |
| Sing Buri                | 1       |                 |                 |                 | 1               |                 |                 |                 |                 |                 |                 |                 |                 |  |  |
| Si Sa Ket                | 9       |                 | 7               | 2               |                 |                 |                 |                 |                 |                 |                 |                 |                 |  |  |
| Songkhla                 | 9       |                 |                 | 1               | 1               | 1               | 6               |                 |                 |                 |                 |                 |                 |  |  |
| Sukhothai                | 4       |                 | 4               |                 |                 |                 |                 |                 |                 |                 |                 |                 |                 |  |  |
| Suphan Buri              | 5       |                 |                 |                 |                 |                 |                 | 5               |                 |                 |                 |                 |                 |  |  |
| Surat Thani              | 7       |                 |                 | 1               |                 | 6               |                 |                 |                 |                 |                 |                 |                 |  |  |
| Surin                    | 8       |                 | 3               | 5               |                 |                 |                 |                 |                 |                 |                 |                 |                 |  |  |
| Tak                      | 3       | 2               |                 |                 | 1               |                 |                 |                 |                 |                 |                 |                 |                 |  |  |
| Trang                    | 4       |                 |                 |                 | 1               | 1               | 2               |                 |                 |                 |                 |                 |                 |  |  |
| Trat                     | 1       | 1               |                 |                 |                 |                 |                 |                 |                 |                 |                 |                 |                 |  |  |
| Ubon Ratchathani         | 11      |                 | 4               | 3               |                 |                 | 1               |                 |                 | 1               |                 | 2               |                 |  |  |
| Udon Thani               | 10      | 1               | 7               |                 |                 |                 |                 |                 |                 | 2               |                 |                 |                 |  |  |
| Uthai Thani              | 2       |                 |                 | 2               |                 |                 |                 |                 |                 |                 |                 |                 |                 |  |  |
| Uttaradit                | 3       |                 | 3               |                 |                 |                 |                 |                 |                 |                 |                 |                 |                 |  |  |
| Yala                     | 3       |                 |                 |                 |                 |                 |                 |                 | 3               |                 |                 |                 |                 |  |  |
| Yasothon                 | 3       |                 | 1               | 1               |                 |                 |                 |                 |                 | 1               |                 |                 |                 |  |  |
| Lista de Partidos        | 100     | 39              | 29              | 3               | 2               | 13              | 2               | 1               | 2               | 1               | 1               |                 | 7               |  |  |
| Total                    | 500     | 152             | 141             | 70              | 41              | 36              | 24              | 10              | 9               | 6               | 2               | 2               | 7               |  |  |
|                          |         |                 |                 |                 |                 |                 |                 |                 |                 |                 |                 |                 |                 |  |  |
| Fuente: Thai PBS         |         |                 |                 |                 |                 |                 |                 |                 |                 |                 |                 |                 |                 |  |  |

## Consecuencias

### Análisis
El Partido Avanzar ganó la mayoría de los escaños con 152, incluyendo barrer todos menos uno de los escaños de Bangkok, superando a otro partido de la oposición, Pheu Thai, que era considerado el favorito. Los analistas vieron esto como un cambio político significativo, y los partidarios de Avanzar llamaron a los resultados un 'viento de cambio' y el 'amanecer de una nueva era'. Esto también rompió el récord de Pheu Thai de ser el partido con más diputados desde 2001 (incluidos sus predecesores, el Partido del Poder del Pueblo y el Partido Thai Rak Thai).
Los dos principales partidos conectados a la antigua junta militar, el Partido Palang Pracharath y su escindido Partido de la Nación Unida Tailandesa perdieron la mitad de sus escaños en comparación con el resultado de Palang Pracharath en 2019. El Partido Demócrata, un socio menor de la coalición, también perdió más de la mitad de sus escaños. El Partido del Orgullo Tailandés fue el único partido de coalición que ganó escaños en estas elecciones.
Los analistas se sorprendieron con el desempeño de Avanzar. Se atribuyó al deseo de cambio, la insatisfacción con el cargo de primer ministro de Prayuth Chan-ocha y la renuencia a votar por Pheu Thai, anteriormente partido dominante. El compromiso distintivo de Avanzar de reformar la ley de lesa majestad del país también podría haber sido un tema que influyó en los votantes. Napon Jatusripitak, un politólogo tailandés del Instituto ISEAS-Yusof Ishak, opinó que esta elección reflejaba la disposición del país para trascender las divisiones políticas pasadas y, en su lugar, centrarse en reformas estructurales 'relacionadas con el papel de los centros de poder tradicionales en Tailandia'.

### Formación de gobierno
El líder de Avanzar, Pita Limjaroenrat, anunció una alianza de seis partidos con cuatro antiguos partidos de oposición: Pheu Thai, Partido de la Construcción, Partido Nacional y el Partido Liberal Tailandés, y un nuevo partido, el Partido Justo. La coalición incluiría 310 diputados, más que suficiente para un gobierno mayoritario en la Cámara de Representantes. Pita necesita 376 votos de toda la Asamblea Nacional para ser elegido primer ministro, lo que significa que requeriría otros 66 votantes para respaldarlo en la votación parlamentaria.
Debido al previsible estancamiento de que ningún senador votaría para el cargo de primer ministro de Pita, algunos comenzaron a ver al Partido del Orgullo Tailandés, que terminó tercero en las elecciones, como un 'hacedor de reyes' y aliándose con la coalición liderada por Avanzar, pero durante la campaña su líder Anutin había descartado una alianza con partidos que buscan reformar la ley de lesa majestad. Algunos senadores dijeron que no votarían automáticamente por Pita, al tiempo que afirmaron que tenían en mente los mejores intereses del país; sin embargo, 15 senadores se estaban preparando para respaldar su candidatura a ser Primer Ministro. La sociedad civil también comenzó a presionar a los senadores para que votaran por Pita, y, el 23 de mayo, organizó una manifestación cerca del parlamento.
Aparte de la votación del primer ministro del parlamento completo, había mucha ansiedad por una posible disolución del partido Avanzar o fallos judiciales en su contra, el mismo destino que el partido Futuro Hacia Adelante. Pita también fue acusado de poseer acciones en ITV, una emisora de televisión que no cotiza en la bolsa desde 2008, lo que podría inhabilitarlo para ser diputado. Después de las elecciones, hubo un conflicto entre Avanzar y Pheu Thai por el puesto de presidente de la Cámara. Algunos de los autoproclamados partidarios de Pheu Thai también instaron a su partido a abandonar la coalición liderada por Avanzar. Aún persisten los rumores de que Pheu Thai podría unirse a los antiguos partidos de coalición desde antes de las elecciones.
Las Reales Fuerzas Armadas de Tailandia se comprometieron a respetar los resultados de las elecciones generales.